# Морево (Орловская область)
Мо́рево — село в Дмитровском районе Орловской области. Входит в состав Горбуновского сельского поселения.
Население — 120 человек (2010 год).

## География
Расположено в центральной части района, в 4 км к востоку от Дмитровска по обоим берегам реки Общерицы. Село разделено на 4 части. Основная, правобережная часть села разделена двумя оврагами на 3 части (так называемые «рынки́»), которые носят следующие названия (с запада на восток): Маклановка, Серёдка, Сенельский край. Левобережная часть села возникла позже и носит название Посёлок. Высота села над уровнем моря — 224 м. К северо-востоку от села находится урочище Попов Лог, с северо-запада примыкает садоводческое товарищество «Кантемировец». В 0,6 км к северу от Морева проходит автодорога 54К-9 «Кромы — Комаричи». К юго-западу от села, на реке Мошке, находится пруд, называемый «Баринов мост». Ближайшие населённые пункты — деревня Горбуновка и село Соломино.

## История

### XVII—XVIII века
Впервые упоминается в 1628 году как село с деревянным Дмитриевским храмом. В XVII—XVIII веках Морево входило в состав Радогожского стана Комарицкой волости Севского уезда. В 1646 году в селе на высоком берегу реки Общерицы был построен острог. Строительство велось силами местного населения под руководством севского воеводы Замятни Леонтьева. Периметр стен крепости составлял 41 сажень (чуть менее 100 метров). Остатков Моревского острога не сохранилось. Предположительно, он находился к западу от современного здания храма на высоком мысу при впадении в Общерицу оврага. К острогу было приписано село Морево, состоявшее из 36 дворов, и деревни: Соломино, Бычки, Кузьминка, Брянцево, Горбуновка и Вертякино. Жители этих селений могли укрываться в крепости во время набегов крымских татар, а также должны были поддерживать её в обороноспособном состоянии.
В 1703—1711 годах деревянное здание Моревской церкви было заменено на каменное, сохранившееся до наших дней. На момент окончания строительства это была единственная каменная церковь на территории современного Дмитровского района. Прихожанами храма, помимо жителей Морева, было население соседних деревень: Горбуновки, Кузьминки, Мошков, Соломина. После возникновения церковных приходов в Дмитровске и Соломино в приходе храма Димитрия Солунского осталось только село Морево и деревня Мошки.
По переписи 1705 года в селе был 21 двор (20 «жительских» и 1 двор попов), проживало 123 человека (в том числе 54 недоросля, на службе 3 человека). По переписи 1707 года здесь было уже 27 дворов (17 «жительских», 8 бобыльских, 1 двор попов и 1 двор мельников), проживало 97 человек (в том числе 35 недорослей и 3 мельника). Эти переписи учитывали только мужское население и домохозяек-вдов или незамужних. В то время в храме Димитрия Солунского служил священник Федор Анисьев, дьячком был его дядя Павел Петров. Как и в других селениях Комарицкой волости, до начала XVIII века местные жители были дворцовыми крестьянами.
С 1711 года Морево входит в состав вотчины молдавского князя Дмитрия Кантемира, дарованной ему Петром I. Таким образом, моревцы на полтора века оказываются в крепостной зависимости. В моревской церкви в 1723 году отпевали тело Кантемира, так как храм в соседней Дмитровке ещё не был достроен. На протяжении XVIII века селом владели дворяне Кантемиры, Трубецкие, Безбородко. По данным 3-й ревизии 1763 года за Кантемирами здесь числилось 126 душ мужского пола, за Трубецкими — 40. В 1770-е годы Морево было частью оброчной вотчины князей С. Д. Кантемира, Д. Ю. и Н. И. Трубецких. Со смертью С. Д. Кантемира в 1780 году принадлежавшая ему бо́льшая часть села перешла в собственность государства. В 1797 году Павел I пожаловал бывшие владения Кантемиров графу А. А. Безбородко. По данным 5-й ревизии 1797 года в Мореве за Безбородко числилось 192 души мужского пола, за Трубецкими — 56.
В 1782 году село вошло в состав Дмитровского уезда Орловской губернии. В 1787—1802 годах в составе Севского уезда. С 1802 года снова в составе Дмитровского уезда.

### XIX — начало XX века
По данным 10-й ревизии 1858 года помещиком в сёлах Морево и Соломино был поручик Александр Фёдорович Спечинский (1805—1875). В Морево ему принадлежало 50 дворов, в которых проживали 318 крестьян и 3 дворовых мужского пола. Крестьяне платили помещику денежный оброк, а также должны были поставлять по 1 барану с 2 тягол, обрабатывать и убирать по 0,5 десятин сенокоса в течение 3 дней в году. Фактически крестьяне накашивали по 8—10 возов на тягло.
В 1866 году в бывшем владельческом селе Морево было 53 двора, проживали 697 человек (345 мужского пола и 352 женского), действовали 5 маслобоен. К 1877 году число дворов увеличилось до 87, число жителей — до 711 человек. Неподалёку от Морева, у дороги из Дмитровска в Орёл, располагался постоялый двор. В 1861—1923 годах село входило в состав Соломинской волости Дмитровского уезда. После смерти А. Ф. Спечинского в 1875 году имения в сёлах Морево и Соломино перешли к его дочери — Елизавете Александровне Даниловой (1838—1905). В 1897 году в селе проживало 707 человек (324 мужского пола и 383 женского); всё население исповедовало православие. Во время революции 1905—1907 годов в Мореве были отмечены крестьянские волнения, едва не переросшие в серьёзные беспорядки.
В начале XX века из-за роста численности населения и недостатка земли часть жителей Морева выселилась в посёлки Масловский и Седлечко. Жители села переселялись и в более удалённые части империи. Например, в 1907 году на участок Шерегеш Тюльковской волости Ачинского уезда Енисейской губернии переселились моревцы Павел Афанасьевич Родин (45 лет) и Андрей Захарович Леонов (32 года).

### После 1917 года
В 1926 году в селе было 168 дворов, проживало 836 человек (386 мужского пола, 450 женского), действовал пункт ликвидации неграмотности и школа 1-й ступени. В то время Морево входило в состав Соломинского сельсовета Лубянской волости Дмитровского уезда. Впоследствии передано в Горбуновский сельсовет. С 1928 года в составе Дмитровского района. В 1937 году в селе было 152 двора.
Во время Великой Отечественной войны, в октябре 1941 года, село оказалось в зоне оккупации. 5 октября 1941 года в моревский Шатохин ров упал сбитый немцами советский бомбардировщик Ил-4Ф. Пилоту Рахманову, штурману Головенко и стрелку Макарову удалось спастись на парашютах; стрелок-радист Иван Великий погиб. Морево было освобождено советскими войсками 11 августа 1943 года. В августе 1943 года по решению председателя Дмитровского райисполкома Ф. Р. Рудых из Дмитровска в Морево на непродолжительное время были переведёны райвоенкомат и отдел государственного обеспечения. По состоянию на 1945 год в селе действовал колхоз «Крепи Оборону».
В 1956 году Морево посетила этнографическая экспедиция. Её участники выяснили, что старинную народную одежду местные крестьянки перестали носить в 1930-е годы, но большое количество рубах, передников, понёв, полотенец, украшенных ткаными и вышитыми узорами, еще хранилось у колхозниц в сундуках. Вышивка моревских понёв середины XIX века была многоцветной и яркой. В орнаменте, окаймляющем края, повторялась всего одна фигура — ромб с рогами на углах, но каждый ромб и промежутки между ними вышиты разным цветом. Красный цвет чередовался через одну фигуру и этим создавался определённый ритм узора, объединяющий многоцветную гамму вышивки. Все фигуры узора были обведены золотыми нитями и зашиты блёстками. Нарядный вид понёве придавала и нашивка из мишурного кружева и белой фигурной тесьмы, проложенной по кумачу. К краю поневы пришивался «поясок» из шерстяных ниток домашней работы.
Летом 1960 года житель Морева С. К. Багров возле церкви на глубине 20 см обнаружил кубышку с монетами XVI — начала XVII века. Клад, в количестве 621 экземпляра, весом 267,3 г, был передан в дар Государственному историческому музею учительницей Дмитровской средней школы № 2 Г. С. Ливановой.
До 2006 года в Мореве действовала молочнотоварная ферма. В том же году завершилась газификация села.

## Образование
В 1870-е годы в селе была открыта земская школа. Преподавали в ней, как правило, настоятели Дмитриевского храма. Учителями Моревской земской школы последовательно были священники: Пётр Лосев (до 1901 года), Пётр Диесперов (1901—1906), Алексей Зверев (1906—1912), Григорий Георгиевский (1912—1916), Евгений Надежин (1916—1918) и другие. В 1906—1907 учебном году школу посещали 34 ученика, но учебников было недостаточно. Учебная программа была пройдена полностью и усвоена учениками удовлетворительно. На экзамен явилось 4 ученика, все получили отметки «4». В посещении храма ученики были усердны. Законоучитель А. Зверев преподавал бесплатно.
В 1920-е годы в селе действовали школа 1-й ступени и пункт ликвидации неграмотности. В настоящее время учебные заведения в Морево отсутствуют.

## Население
| 1866 | 1877 | 1897 | 1926 | 1979 | 2002 | 2010 |
| ---- | ---- | ---- | ---- | ---- | ---- | ---- |
| 697  | ↗711 | ↘707 | ↗836 | ↘215 | ↘179 | ↘120 |

## Храм Димитрия Солунского
Основная статья: Храм Димитрия Солунского
В селе находится действующий православный храм Димитрия Солунского 1703—1711 годов постройки — древнейший из сохранившихся и первый каменный храм, построенный на территории современного Дмитровского района. Здание церкви является памятником архитектуры и градостроительства федерального значения.

## Исторические фамилии
Распространёнными фамилиями в Морево были: Акулины, Багровы, Бакаевы, Ворохобкины, Герасины, Ивочкины, Мишонковы, Савинкины, Хомяковы и другие.

## Персоналии
- Багров, Фрол Павлович (1902—?) — участник Великой Отечественной войны, полковник. Награждён орденом Красного Знамени, двумя орденами Отечественной войны I степени, орденом Отечественной войны II степени, орденом Красной Звезды, медалями.